# Maksymilian Fajans

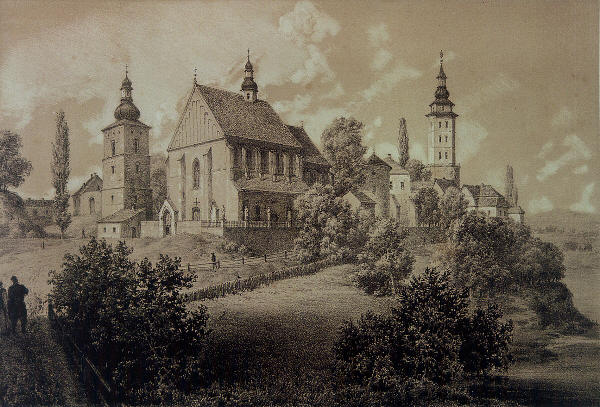
Maksymilian Fajans, Biecz nad řekou Ropą, 1875–1883

Maksymilian Fajans (1827, Sieradz – 28. července 1890, Varšava) byl polský kreslíř židovského původu, který se specializoval na litografii a fotografování.

## Životopis
Narodil se jako syn sieradzkého kupce Hermana a Leontyny Konových. Jeho bratr byl podnikatel Maurycy Fajans. V letech 1844–1849 studoval na varšavské škole výtvarných umění a v období 1850–1853 pobýval v Paříži, kde byl žákem malíře a grafika Aryho Scheffera.
Byl jedním z varšavských průkopníků fotografování. V letech 1851–1863 vydal 14 sešitů Wizerunków polskich s vlastními kresbami a 24 sešitů (1851–1861) Wzorów sztuki średniowiecznej s kresbami L. Łepkowskieho, Bolesława Podczaszyńského a dalších. Vydal sbírku barevných litografií – Kwiaty i poezje (1858) a ilustroval řadu knih (Karola Gustawa trofea... E. Tyszkiewicza, 1856, Album widoków historycznych Polski Napoleona Ordy, 1875–1883). Spolupracoval také s Samuelem Orgelbrandem. Pracoval i na kalendářích a diplomech.
Jeho dílo bylo oceněno, mimo jiné, i na Mezinárodní fotografické výstavě v Berlíně v roce 1865 a v roce 1873 na výstavě ve Vídni.
Byl dvakrát ženatý. Poprvé s Paulinou Lindau (1836–1857), a po druhé s Minou Gerstenzweigovou (1841–1933). Z prvního manželství měl dceru Paulinę (* 1856).
Maksymilian Fajans a jeho žena Mina jsou pochováni na židovském hřbitově v Okopowské ulici ve Varšavě. Náhrobek z roku z 1892 je dílem Bolesława Syrewicze.

## Galerie

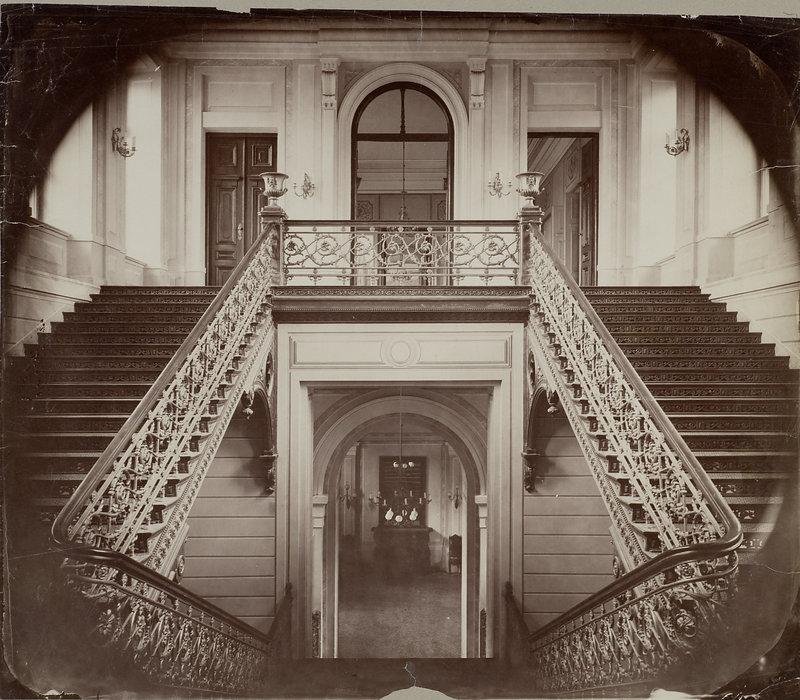
Velké schodiště, Jabłonowski Palace, Varšava, fotografie na albuminovém papíru, 1870
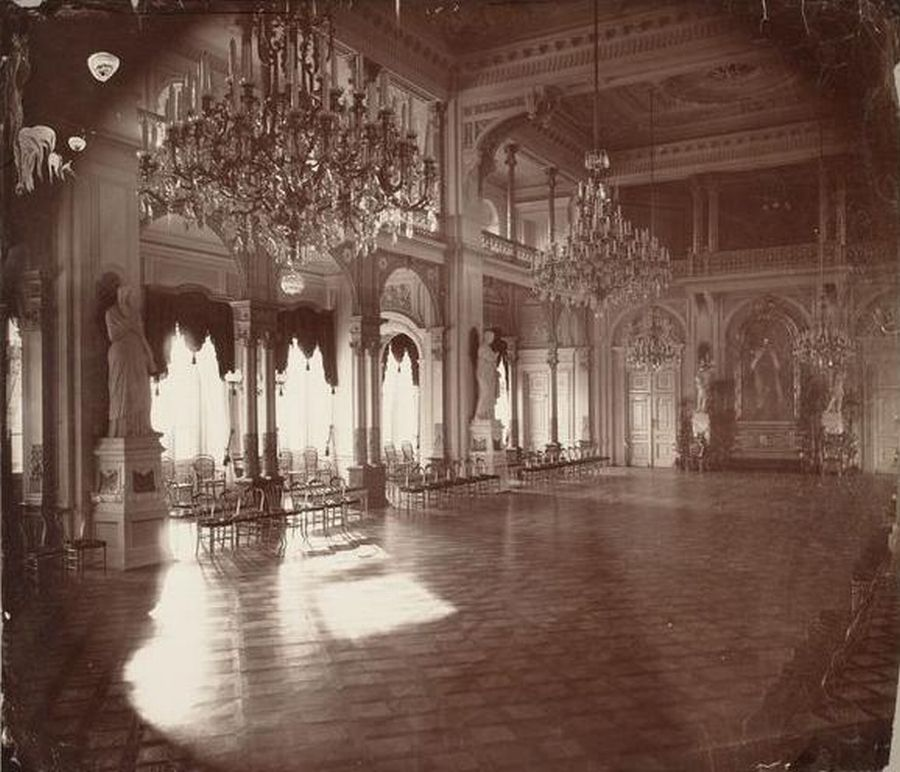
Taneční sál, Jabłonowski Palace, Varšava, fotografie na albuminovém papíru, 1870
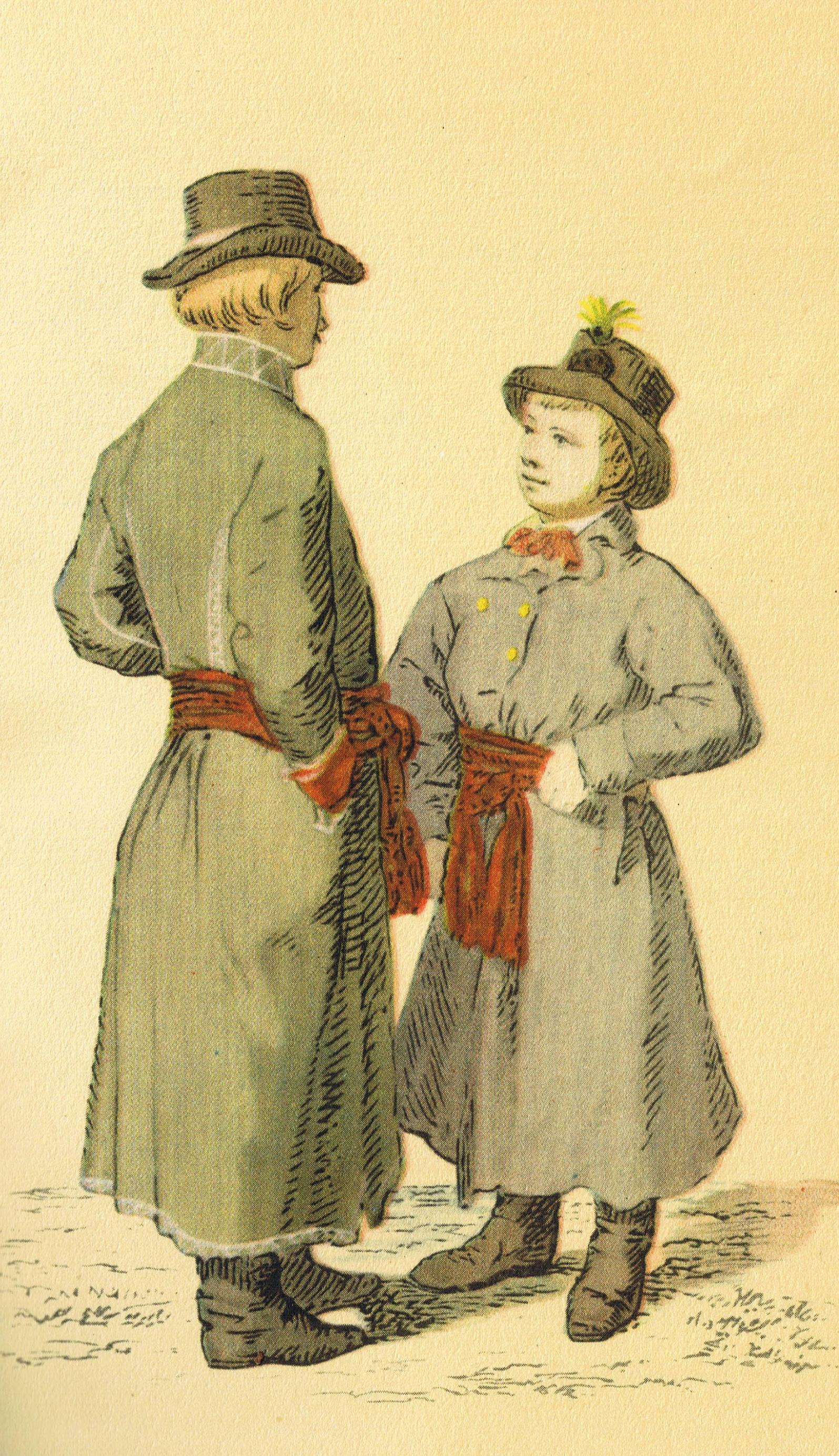
Varšavský kroj
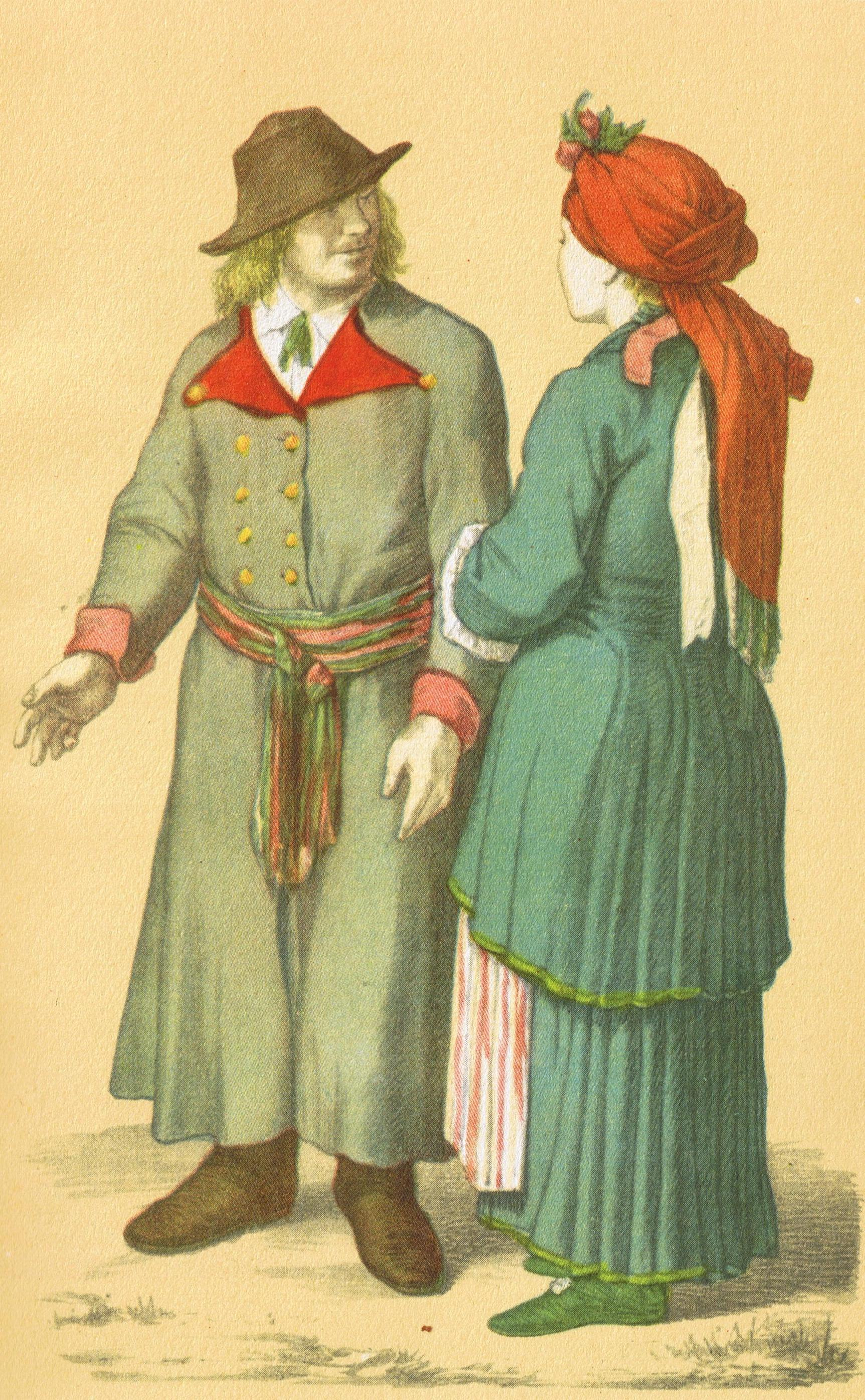
Varšavský kroj
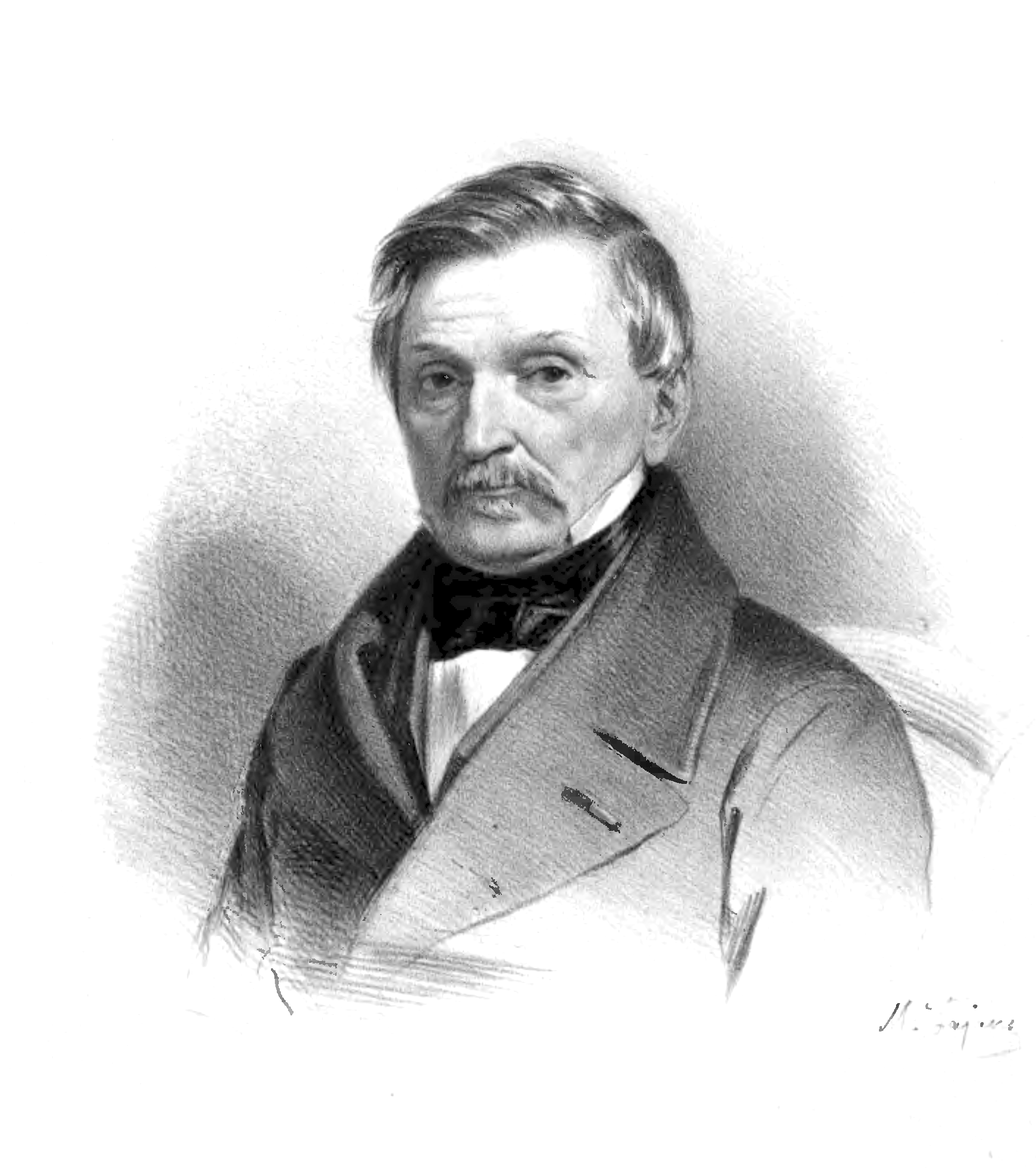
Aleksander Fredro
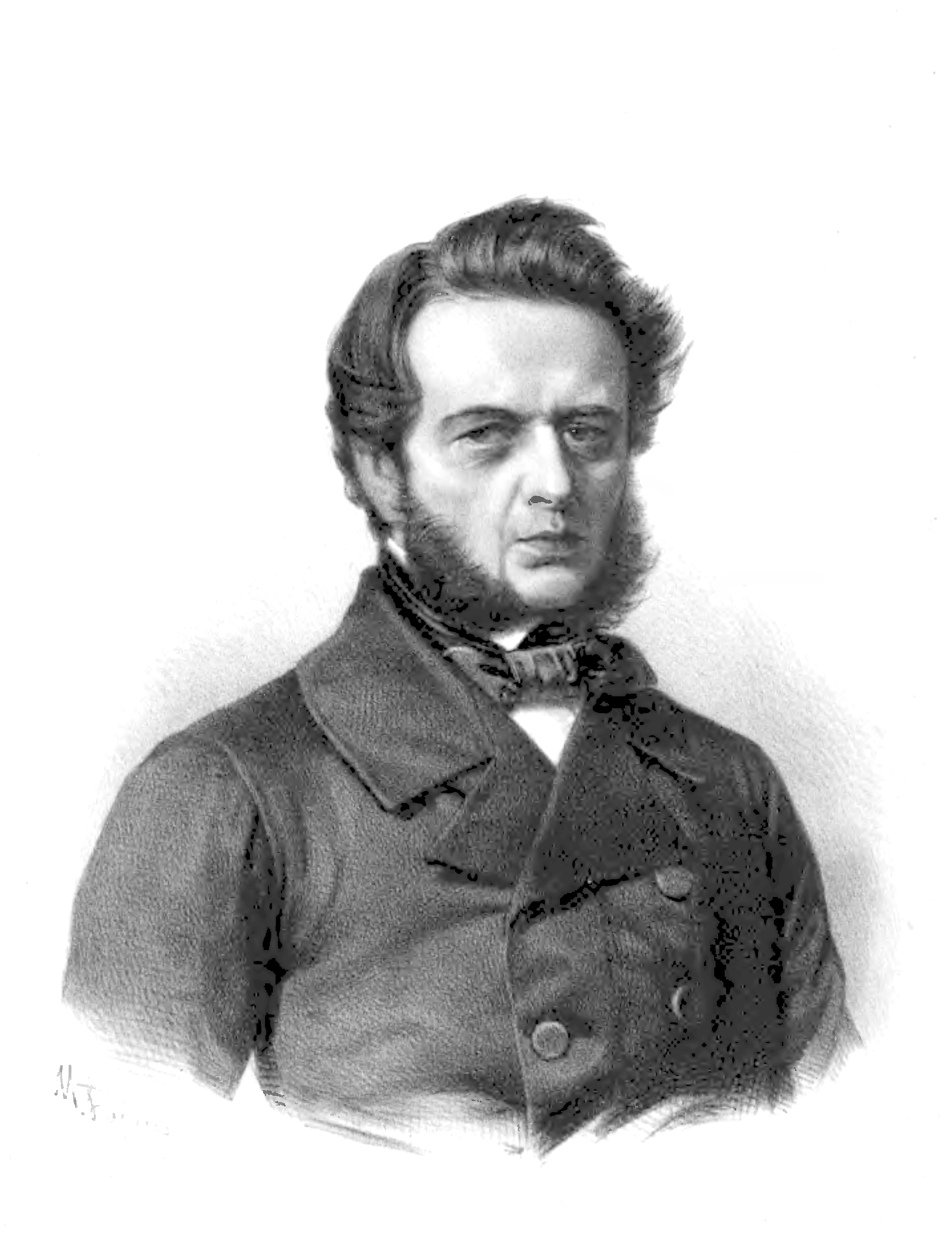
Andrzej Zamojski
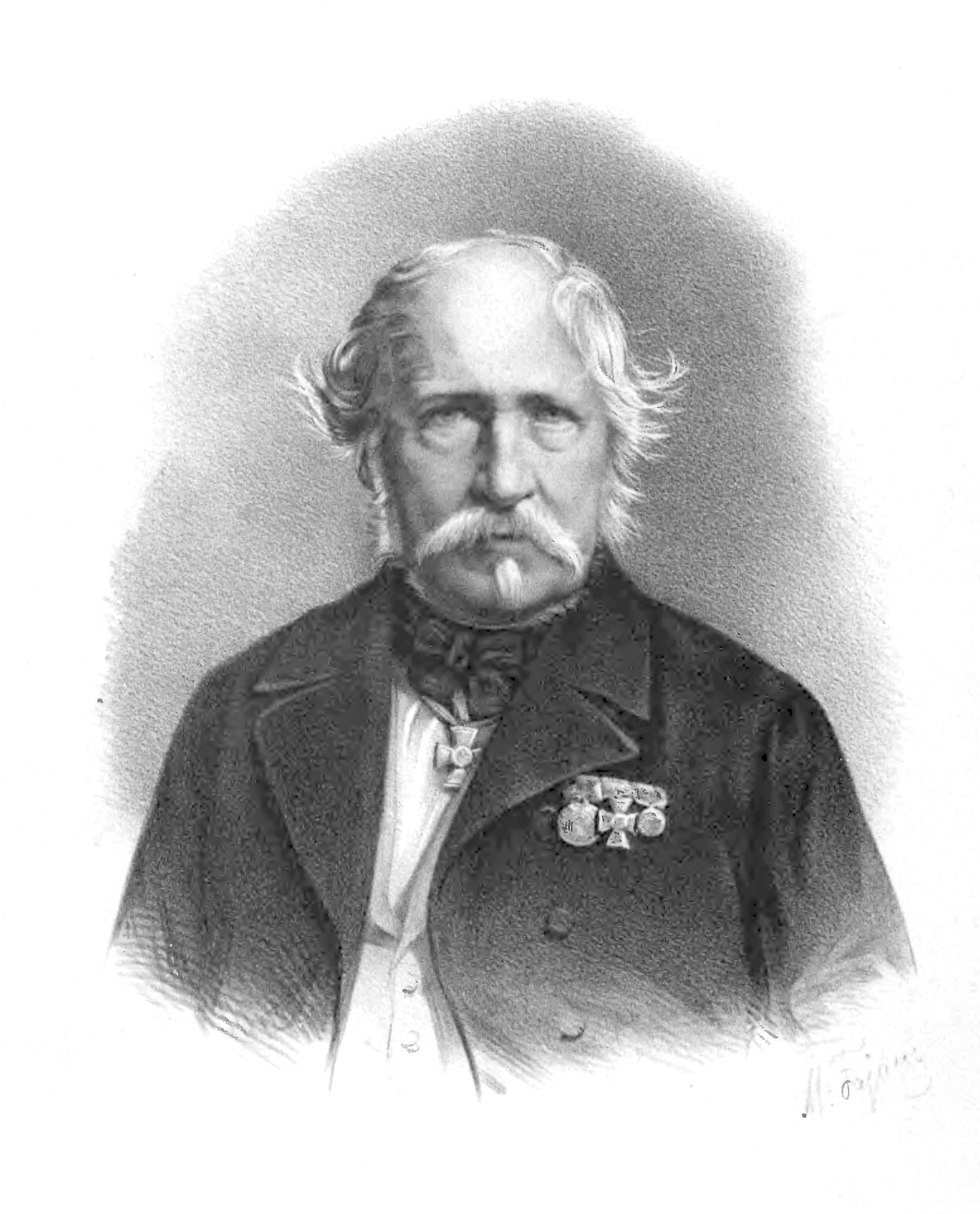
Т. Narbutt
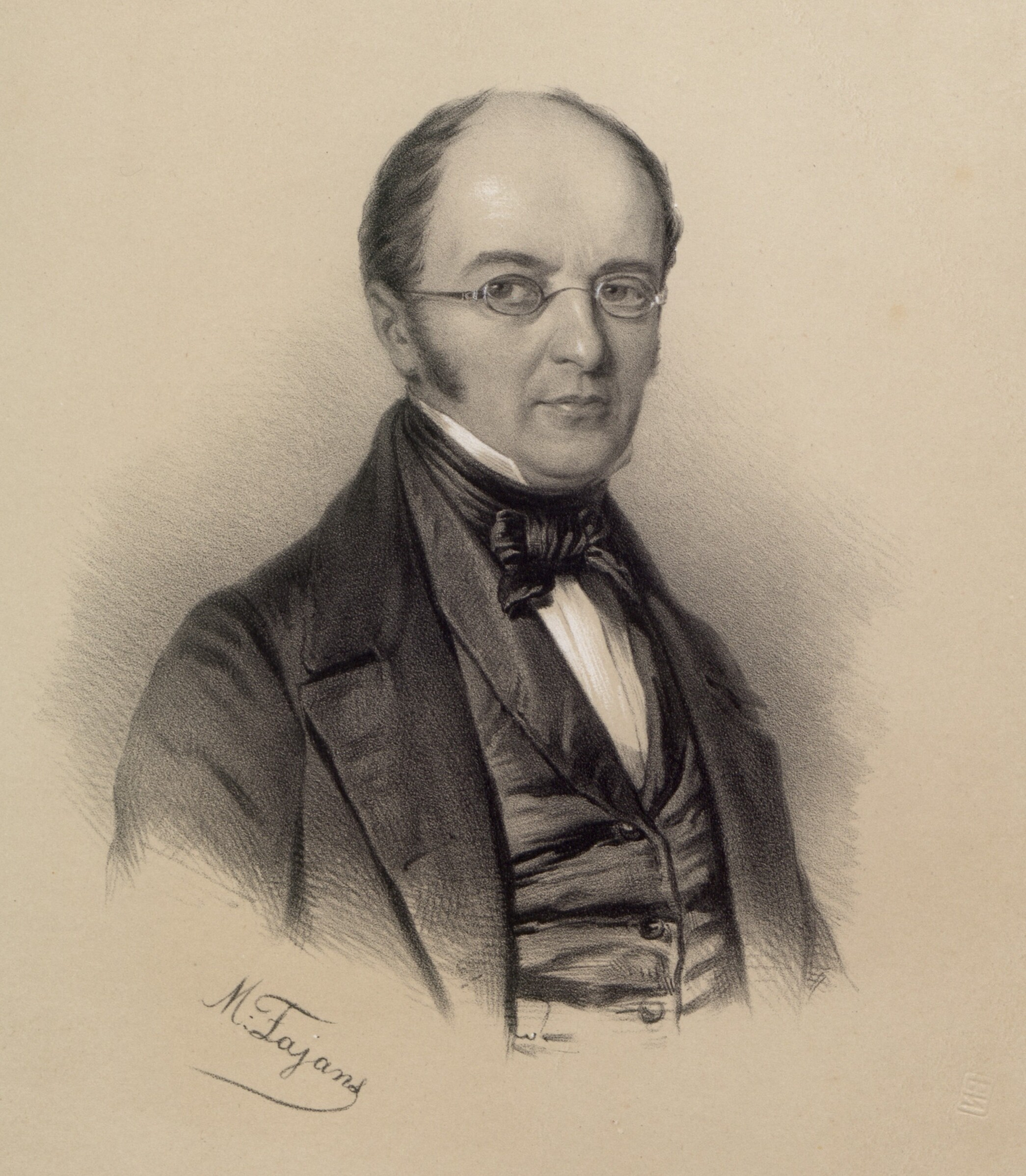
Józef Korzeniowski
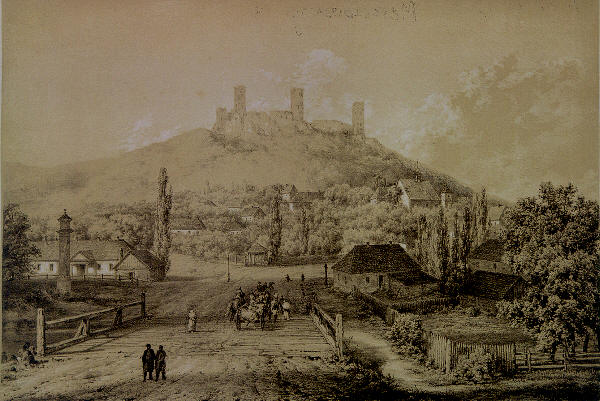
Zámek Chęciny, litografie
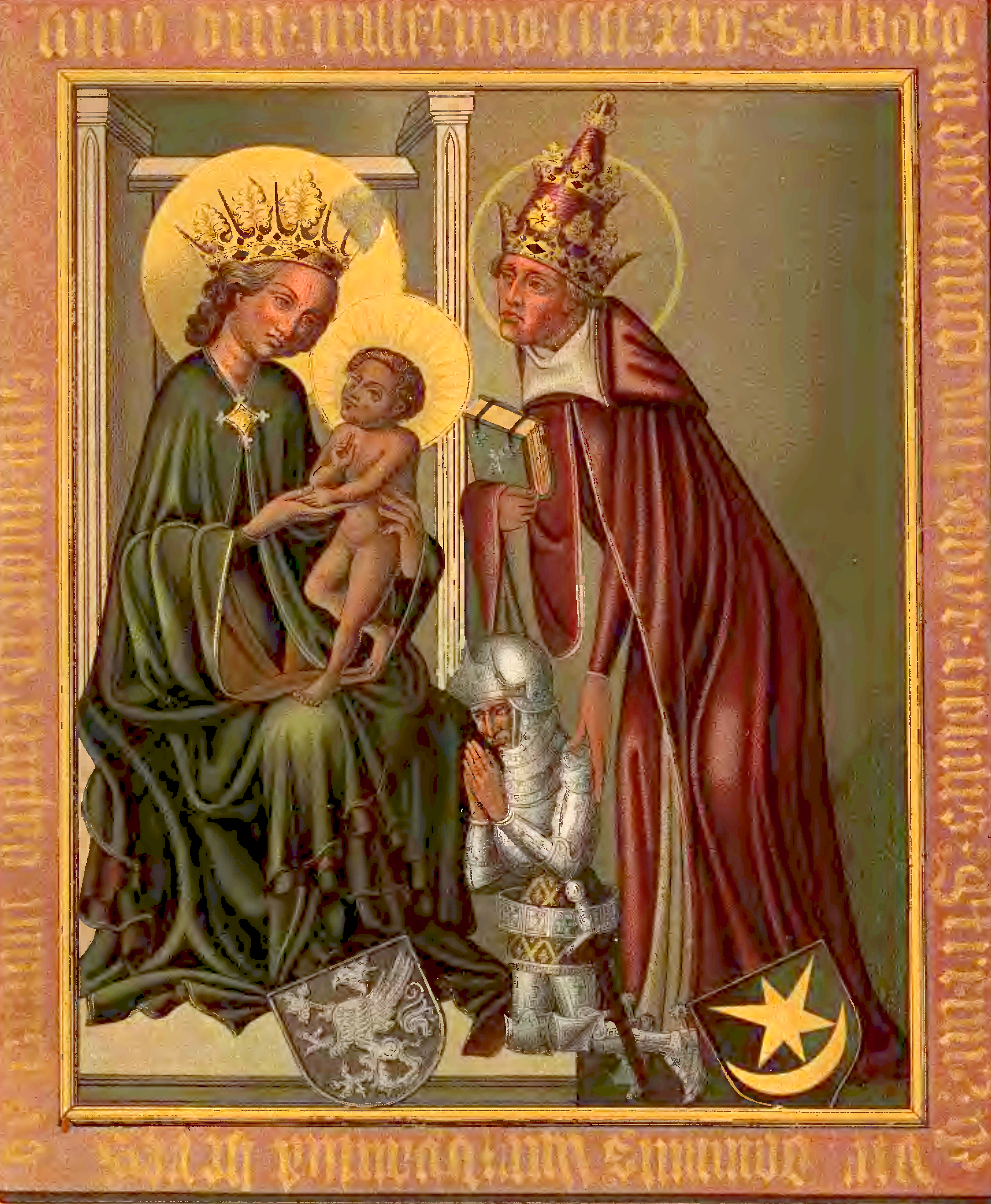
Náhrobní tabule polského rytíře Wierzbięta z Branic, asi 1425
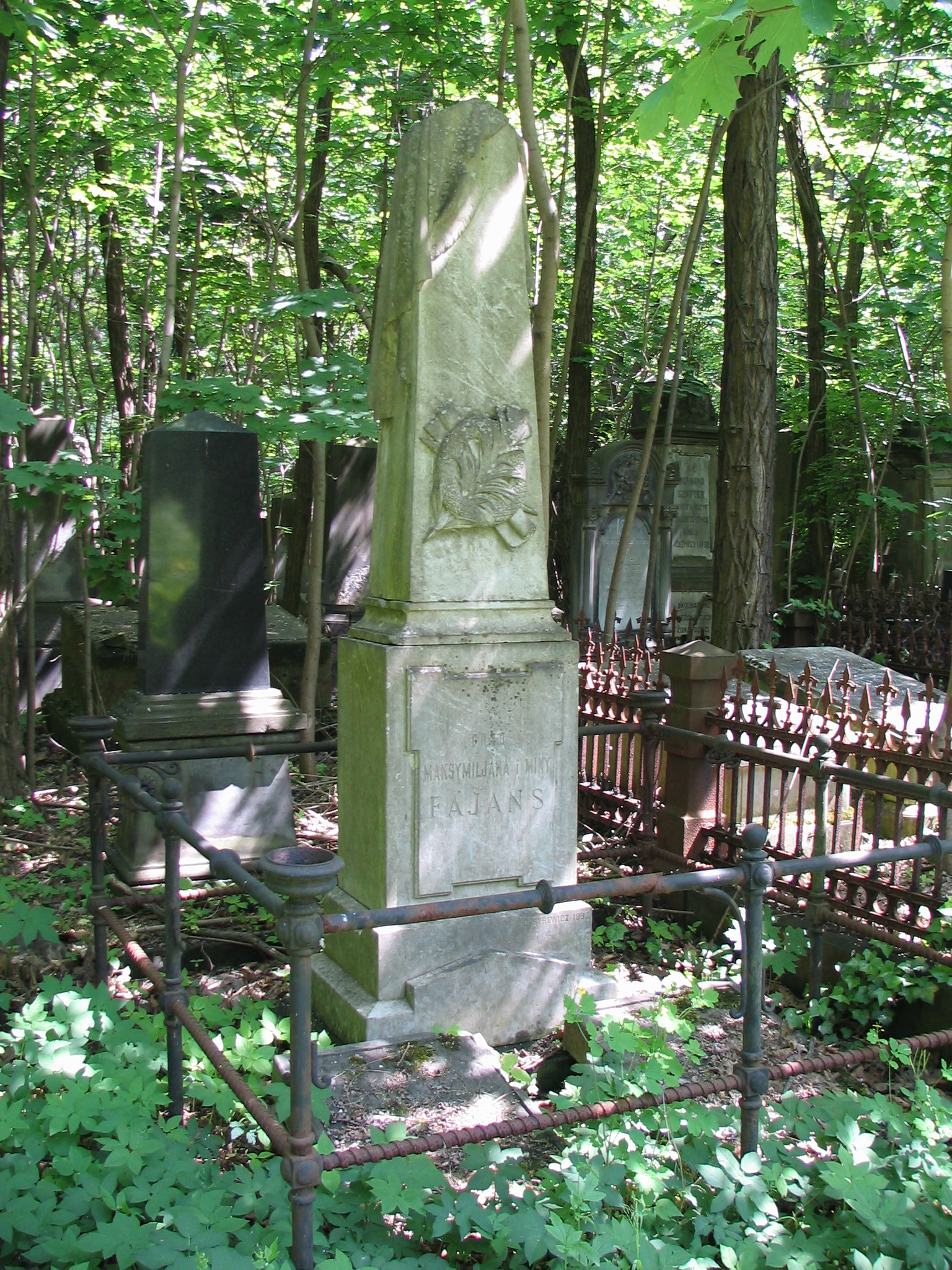
Hrob Maksymiliana a Miny Fajansových